# Vojnići
Vojnići är en ort i Bosnien och Hercegovina.   Den ligger i entiteten Federationen Bosnien och Hercegovina, i den södra delen av landet, 100 km sydväst om huvudstaden Sarajevo. Vojnići ligger 122 meter över havet och antalet invånare är 585.
Terrängen runt Vojnići är huvudsakligen kuperad, men åt sydost är den platt. Närmaste större samhälle är Vitina, 6,9 km sydost om Vojnići. 
Runt Vojnići är det ganska tätbefolkat, med 90 invånare per kvadratkilometer.